# Agios Georgios (Rio)
Agios Georgios  este un oraș în Grecia în Prefectura Ahaia.